# Крутицкий, Пётр Яковлевич
 Пётр Яковлевич Крутицкий  (11 [23] июня 1839, Рязанская губерния — 27 января [8 февраля] 1891, Санкт-Петербург) — русский физиолог растений. Автор пособия «Практические занятия по гистологии растений».

## Биография
Родился 11 (23) июня 1839 года в Юрьеве[уточнить] Рязанской губернии. В 1851 году поступил в Санкт-Петербургское коммерческое училище, после окончания которого в 1857 году поступил в Санкт-Петербургский университет на физико-математический факультет по разряду естественных наук, выдержав предварительно экзамен по гимназическому курсу.
Беспорядки в университете, возникшие в 1860 году, помешали ему сдать кандидатский экзамен и он отправился заканчивать образование за границу, где провёл пять с половиной лет; в последнее время пребывания за границей он работал ассистентом у профессора ботаники Гофмейстера в Гейдельберге; занимался гистологией растении.
В 1869 году он получил должность консерватора ботанического кабинета в Санкт-Петербургском университете и занимал её до своей кончины в ночь на 27 января (8 февраля) 1891 года.